# Hyphoscypha
Hyphoscypha — рід грибів. Назва вперше опублікована 1934 року.